# La Capelle-Bleys
 La Capelle-Bleys  (en occitano La Capèla Blèis) es una población y comuna francesa, situada en la región de Mediodía-Pirineos, departamento de Aveyron, en el distrito de Villefranche-de-Rouergue y cantón de Rieupeyroux.

## Demografía
| 505 | 477 | 425 | 390 | 349 | 357 |
| Para los censos de 1962 a 1999 la población legal corresponde a la población sin duplicidades (Fuente: INSEE [Consultar]) |     |     |     |     |     |